# Maxfeld (Nürnberg)

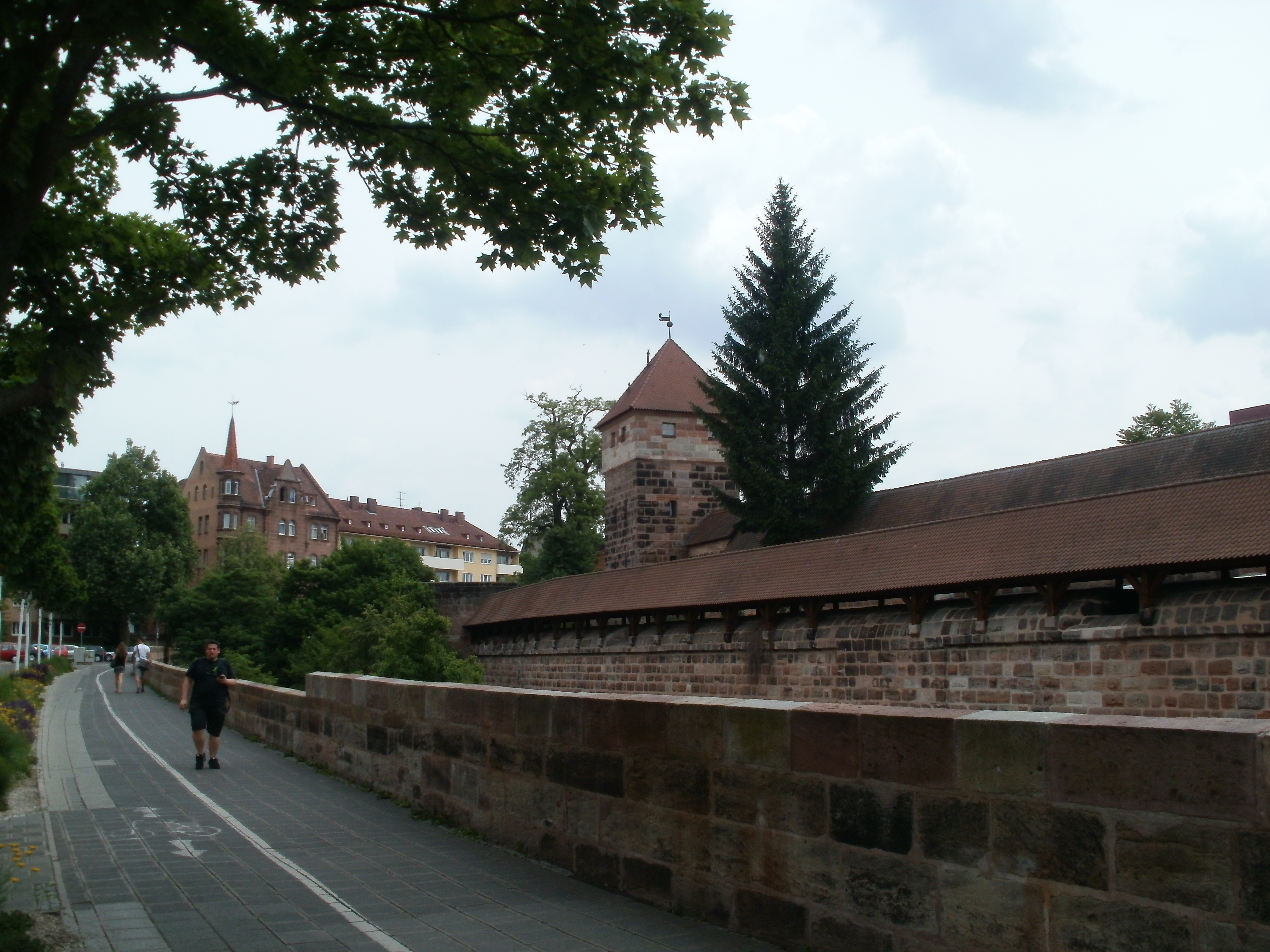
An der Maxtormauer

Das Maxfeld ist ein Stadtteil im Norden von Nürnberg und der Name des statistischen Bezirks 26.

## Geographie
Maxfeld liegt nordöstlich der Altstadt zwischen der Hintermayrstraße, der Äußeren Bayreuther Straße, der Bayreuther Straße, dem Maxtorgraben, der Rollnerstraße und dem Nordring. Im Osten grenzt es an den Stadtpark, nördlich liegt der Volkspark Marienberg.
Der Stadtteil ist (dem Uhrzeigersinn folgend und im Norden beginnend) von den Stadtteilen Großreuth hinter der Veste, Herrnhütte, Schoppershof, Rennweg, Gärten bei Wöhrd, Sebald und Gärten hinter der Veste umgeben.

## Struktur
Vier- bis sechsgeschossigen Wohnhäuser (teils mit Vorgärten) in Blockbauweise prägen bis heute das Viertel. Vereinzelt finden sich, ähnlich wie in Gärten h.d.V., heute noch großzügige Bürgerhäuser der Jahrhundertwende mit phantasievoll dekorierten Fassaden. Im Gebiet der ersten Erweiterungszone im Süden finden sich auch noch einige verhältnismäßig einfache Häuser im Nürnberger Stil mit Anklängen an die Neugotik. Die um die Jahrhundertwende entstandenen stattlichen neobarocken Häuser mit hohen Geschossen und Fin-de-Siècle-Architekturen sind – wie in vielen inneren Stadtbezirken – den Luftangriffen des Zweiten Weltkriegs zu Opfer gefallen. Maxfeld wird heute vor allem von der Wiederaufbauarchitektur der 1950er und 1960er Jahre geprägt und weist zwar keine geschlossenen gründerzeitlichen Straßenbilder mehr auf, hat sich aber die traditionelle dichte Blockstruktur des hier im 19. Jahrhundert angelegten Stadtgrundrisses nahezu unverändert erhalten.
Auf dem weitläufigen, inzwischen – bis auf den als Wahrzeichen erhaltenen backsteinernen Brauereiturm und das Sudhaus mit gegliederter Backsteinfassade – freigemachten früheren Betriebsgelände der Tucher-Brauerei (vormals Siechen, dann Tucher-Siechen, dann Brau AG) zwischen Schillerplatz, Schillerstraße, Rollnerstraße und Friedensstraße entstehen derzeit die 'Nordstadt-Gärten', ein neues Wohngebiet in verdichteter städtischer Bauweise mit 900 projektierten Wohnungen.
Maxfeld ist durchmischt; es gilt abseits der oberen Pirckheimerstraße und der starkbefahrenen Bayreuther Straße größtenteils als mittlere bis gute, in Teilbereichen (Stadtpark, Parkstraße und Maxtorgraben) auch sehr gute Wohnlage. An der Pirckheimerstraße und der Bayreuther Straße liegen viele Geschäfte, Arztpraxen und ein großes Bowling Center.

## Geschichte
Das Maxfeld wurde nach dem bayerischen König Maximilian II. benannt. 1856 wurde die Nürnberger Altstadt durch das neue Maxtor zum nördlichen Stadterweiterungsgebiet hin geöffnet. Im gleichen Jahr wurde der Judenbühl in Maxfeld umbenannt. So bürgerte sich vorübergehend auch der Name Maxvorstadt ein. Umgangssprachlich wird das Viertel aber auch oft nur (zusammenfassend mit Gärten hinter der Veste) 'Nordstadt' genannt.
Der Stadtteil bestand ursprünglich aus Obstgärten und Feldern, bevor hier, beginnend seit etwa 1865, als Stadterweiterung mit der Blockbebauung begonnen wurde. Die zunächst eher lockere Bebauung wurde ab etwa 1880 forciert und zunehmend verdichtet. Anfang des 20. Jahrhunderts wurden im Zuge des in der Industrialisierungsphase raschen Wachstums der Stadt die Restflächen geschlossen bebaut. Dabei wurden bereits viele der damals erst rund 30 Jahre alten Gebäude der Erstbebauung zugunsten einer dichteren und höheren Bebauung ersetzt. Die Gärten wurden in der Gründerzeit vollflächig überbaut. Nördlich der heutigen Maxfeldstraße befand sich der Schmausengarten.

## Sehenswürdigkeiten
Im Osten von Maxfeld liegt der weitläufige Nürnberger Stadtpark mit dem 1962 dorthin verbrachten Neptunbrunnen.

## Öffentliche Einrichtungen
Das ev.-luth. Pfarramt Maxfeld umschließt die bereits im angrenzenden Stadtteil Rennweg gelegene Reformations-Gedächtnis-Kirche sowie einen Kindergarten und eine Gemeindebücherei. In der Rollnerstraße befindet sich die röm.-kath. St.-Martins-Kirche und die ev.-luth. St.-Matthäus-Kirche.
- Stadtteilbibliothek Maxfeld-Gärten h.d.V.
- KuNo – Kulturladen Nord

## Bildung

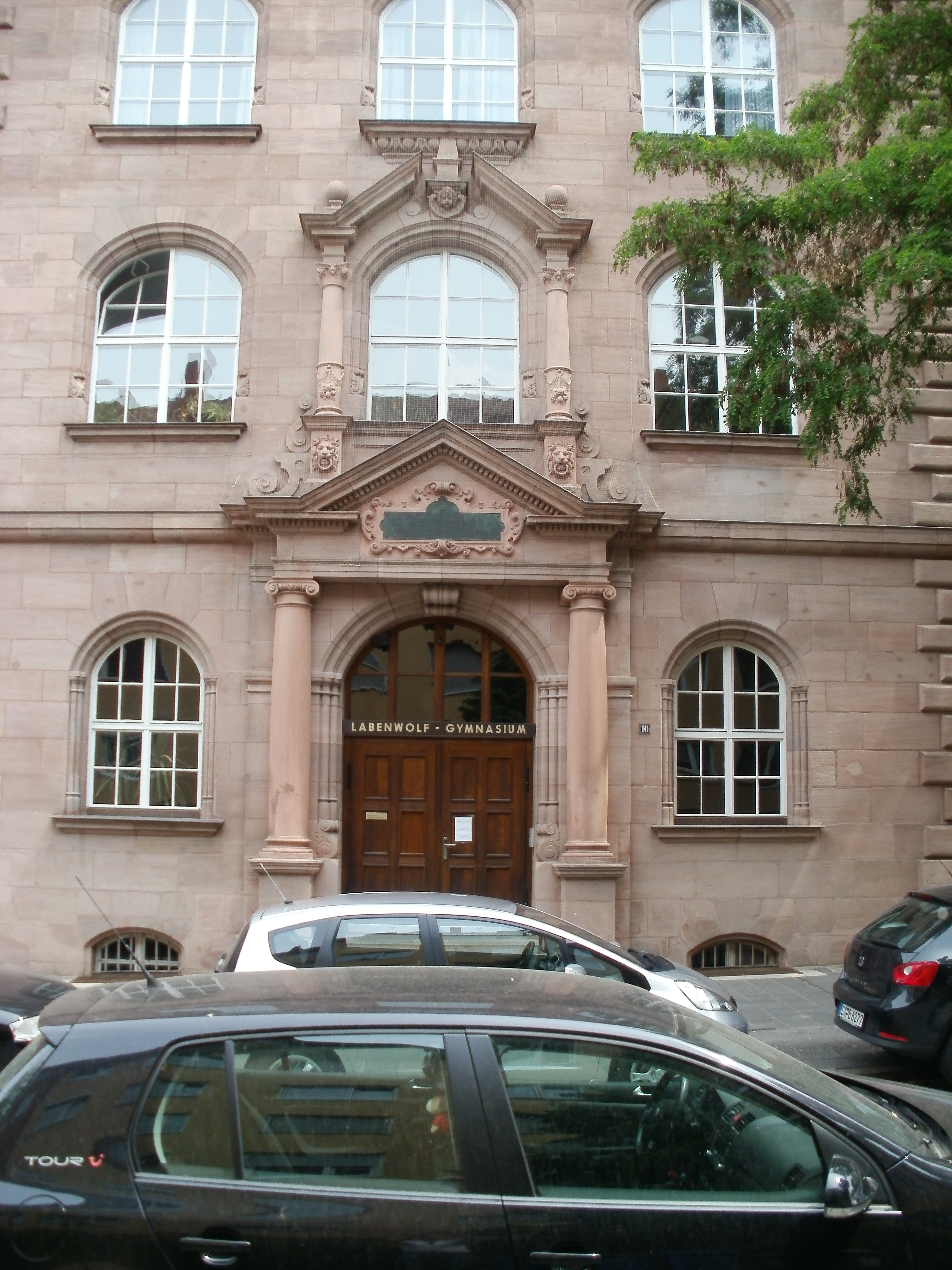
Portal des Labenwolf-Gymnasiums

- Hans-Sachs-Gymnasium
- Labenwolf-Gymnasium

## Verkehr
Die U-Bahn-Linie U3 mit den Bahnhöfen Maxfeld und Kaulbachplatz erschließt das Maxfeld. Die U-Bahn-Linie U2 tangiert Maxfeld mit dem U-Bahnhof Rennweg. Der bereits in Gärten hinter der Veste gelegene U-Bahnhof Kaulbachplatz wurde erst am 10. Dezember 2011 zum Fahrplanwechsel eröffnet; zugleich wurde die Straßenbahnlinie 9, die Maxfeld längs der Pirckheimerstraße in Ost-West-Richtung erschloss, trotz erheblicher Widerstände eingestellt. In Nord-Süd-Richtung bedienen die Stadtbuslinien 46 und 47 den Stadtteil in Richtung nördliche Altstadt (Stadtmitte).
Die tangential zur Innenstadt verlaufende Pirckheimerstraße, die Rennweg mit Gärten hinter der Veste und St. Johannis verbindet, durchquert im oberen und mittleren Abschnitt Maxfeld in Ost-West-Richtung und stellt quasi die Hauptstraße des Stadtteils dar.